# Сумма (группа компаний)
Группа «Сумма» — российская независимая группа компаний, объединяющая активы в портовой логистике, инжиниринге, строительстве, телекоммуникационном и нефтегазовом секторах. Штаб-квартира компании расположена в Москве. В компаниях группы, которые присутствуют в почти 40 регионах России и за рубежом, занято более 10 тысяч человек.
Головная компания — ООО «Группа Сумма» (до августа 2011 года носила название «Сумма Капитал»).

## Собственники и руководство
Контроль над группой принадлежит предпринимателю Зиявудину Магомедову (он же является председателем совета директоров компании).
Генеральный директор — Александр Хонькин.

## Деятельность
Среди активов, контролировавшихся «Суммой»: Группа НМТП (25 %, в состав группы входит Новороссийский морской торговый порт), Транспортная группа FESCO (32,5 %), Якутская топливно-энергетическая компания (более 90 %), «СУИпроект», телекоммуникационная компания «Национальный Телеком», оператор терминала в порту Роттердам Shtandart TT B.V. (100 %), инжиниринговые и строительные компании «Стройновация» и «Трансинжиниринг».. Также «Сумме» принадлежит крупный пакет в Новороссийском комбинате хлебопродуктов.
В октябре 2018 года, после ареста Зиявудина Магомедова, компания «Транснефть» выкупила у группы «Сумма» долю в совместном предприятии Novoport Holding, владевшем 50,1% акций Новороссийского морского торгового порта. 
До 13 февраля 2019 года «Сумме» принадлежал пакет 50% минус одна акция Объединённой зерновой компании, полученной в результате приватизации 2012 года. В настоящее время этот пакет акций перешёл в собственность банка ВТБ.
Показатели деятельности группы не раскрываются. Зиявудин Магомедов занял в 2017 году 63-е место в рейтинге российского Forbes с состоянием в $1,4 млрд.

## Уголовное дело
31 марта 2018 года глава компании Зиявудин Магомедов решением Тверского суда города Москвы заключён под стражу на два месяца, до 30 мая по подозрению в хищении 2,5 млрд рублей во главе преступной организации. В постановлении суда отмечено, что срок наказания за особо тяжкое преступление, инкриминируемое Магомедову, превышает 10 лет колонии. В материалах дела имеются показания свидетелей, сообщавших об оказании на них давления. По данным издания The Bell, уголовное дело содержит семь эпизодов по контрактам 2010—2013 годов. Также были взяты под стражу бывший сенатор от Смоленской области Магомед Магомедов и глава «Интэкс» Артур Максидов. В офисах группы по всей стране проводились следственные действия. 2 апреля акции связанных с группой компаний на ММВБ падали в диапазоне от 2,8 (НМТП) до 20 % (Дальневосточное морское пароходство), в то время как индекс биржи по итогам торгов подрос на 0,77 %.
Уголовное дело стало первым в истории РФ, когда следствие считало бизнес преступным сообществом. Отдельные СМИ сравнивали его по масштабу с делом ЮКОСа. По данным РБК, дело стало следствием нежелания или слабого участия Магомедовых в антикоррупционной компании в Дагестане или акционерного конфликта с «Транснефтью» в НМТП. Самих братьев связывали с премьер-министром Дмитрием Медведевым (в годы его президентства состояние Зиявудина Магомедова выросло с десятка миллионов до миллиарда долларов, в том числе за счёт получения государственных подрядов) и вице-премьером Аркадием Дворковичем (курировал в правительстве ТЭК, региональную инфраструктуру, телекоммуникации, транспортную сферу и прочие направления, в части которых представлена «Сумма». Знаком и дружен с Магомедовым со времён учёбы на экономическом факультете МГУ, когда жил с ним в одном общежитии). Изданиеt The Bell охарактеризовало дело как удар по вышеуказанным чиновникам и часть аппаратных игр в условиях формирования нового правительства.
30 января 2019 года Тверской суд Москвы продлил арест совладельца группы «Сумма» Зиявудина Магомедова и его брата Магомеда, а также бывшего директора входящей в холдинг компании «Интекс» Артура Максидова до 30 марта. Таким образом, было удовлетворено ходатайство следствия, которое обвиняет братьев Магомедовых в организации преступного сообщества, хищениях и растратах на 2,8 млрд руб., а Артура Максидова — в хищении почти 669 млн руб. (ст. 210, ч. 4 ст. 159 и ч. 4 ст. 160 УК РФ). Магомеду Магомедову дополнительно было предъявлено обвинение по статье «незаконный оборот оружия» (ст. 222 УК РФ).
На 19 октября 2022 года идёт рассмотрение уголовного дела в Мещанском суде Москвы.
На 01 декабря 2022 подведены итоги следствия:
Зиявудина Магомедова приговорили к 19 годам колонии строгого режима. Суд признал его виновным в создании преступного сообщества и хищении бюджетных денег. Своей вины не признал и называл дело «симбиозом лжи и абсурда». Мещанский суд Москвы конфисковал у владельца "Суммы" Зиявудина Магомедова доли в транспортной группе Fesco и в группе "Сумма".
Магомеда Магомедова приговорили к 18 годам колонии строгого режима по такому же обвинению. 